# Robert Dauvergne
Pour les articles homonymes, voir Dauvergne.
 (mars 2016).
Si vous disposez d'ouvrages ou d'articles de référence ou si vous connaissez des sites web de qualité traitant du thème abordé ici, merci de compléter l'article en donnant les références utiles à sa vérifiabilité et en les liant à la section « Notes et références ».
Robert Dauvergne, né le 11 février 1908 à  Saïda (Algérie), et mort à Bourg-la-Reine le 13 août 1977, est un professeur d’histoire et géographie, historien, archéologue et collectionneur français.

## Biographie
Robert Dauvergne voit le jour en Algérie, le 11 février 1908. Il est le fils de Henri Dauvergne (né le 8 août 1867 à Chartres ; mort le 9 janvier 1954 à Paris-5e), officier du génie alors en garnison à Saïda, et de Jenny Letainturier de la Chapelle, créole née le 29 avril 1878 à Saint-Denis de La Réunion, et nièce de l'écrivain et journaliste Ernest Le Clerc. Ses parents se marient à la mairie du 4e arrondissement de Paris le 17 juin 1902, et quelques jours plus tard le mariage religieux est célébré en l'église Saint-Merri ; de cette union naîtront plusieurs enfants, dont Robert et Anne-Marie, qui se marie en mars 1927. Robert Dauvergne obtient son baccalauréat en 1925 à Paris au lycée Henri-IV et fait ses universités à la Sorbonne. Il obtient sa licence en 1928 et, en 1933, il est reçu 10e à l'agrégation d'histoire et de géographie. Lorsqu'il était en philosophie, il obtient le premier prix d'histoire au Concours général.
Il est nommé à un premier poste au lycée Marceau de Chartres, de 1933 à 1938, puis au lycée Rollin à Paris jusqu'en 1939, année où il est affecté au lycée Henri-IV à Paris. Il avait déjà publié ses premiers ouvrages.
Mobilisé à la Seconde Guerre mondiale, il est adjudant au 101e régiment d'infanterie. Fait prisonnier en juin dans les environs de Vernon, et il va séjourner au stalag XIII A, à Hohenfels en Bavière. Il en est libéré en 1941 pour des raisons de santé. Il retourne au lycée Henri-IV où il fera toute sa carrière, sauf par deux détachements au C.N.R.S. de 1947 à 1950, et le second jusqu'en 1968. À partir de cette date, il est attaché de recherche à Paris au Centre national de la recherche scientifique jusqu'en 1973, année de sa retraite.
Robert Dauvergne est membre du conseil de la Société de l'histoire de Paris. Élève d'Albert Grenier, il se passionne pour l'archéologie et, en 1934, il aide son ami René Louis dans ses recherches pour retrouver le site de la bataille de Vaubeton dans la vallée de la Cure, recherches qui aboutissent à la découverte du site archéologique des Fontaines Salées dont il dirige le chantier de 1942 à 1943 avec l'abbé Lacroix.
Collectionneur, il a réuni, une grande quantité de documents, manuscrits, et archives diverses qu'il souhaitait léguer à sa mort à des collections publiques. Il meurt le 13 août 1977, et sa veuve va exaucer son vœu de donation grâce à Michel Fleury, président de la quatrième section de l'École pratique des hautes études. L'ensemble des documents est alors dispersé dans des centres d'archives et des bibliothèques. C'est sous l'autorité de Nicole Felkay, conservatrice aux Archives nationales, que le tri s'est effectué. Le 20 juin 1983, les Archives départementales de la Somme reçurent une série de documents allant de 1750 à 1810, concernant pour la majorité les aménagements militaires d'Abbeville et du littoral picard.
Il eut la charge de composer le supplément au Caractères originaux… de Marc Bloch, dans lequel il retrace l'évolution de la pensée de son maître.

## Publications
- Les anciens chercheurs de trésors en Beauce, Chartres, Imp. de l'Écho républicain, 1955, 16 p.
- « Les aspects de l'histoire coloniale », in Revue de synthèse. Synthèse historique, t. 5, février 1933, p.

59-67, 147-158, 281-295. 
- « La  Campagne  de  1939-1940 : quelques témoignages français », in Revue de synthèse, Paris, A. Michel, 1947, 28 p.
- Le château de Brissac au XVIIIe siècle, Paris, Imp. R. Foulon, 1945, 121 p.
- Le cimetière mérovingien de Chevigny à Etais-la-Sauvin, Tours, Imp. Arrault, Auxerre, Société des fouilles archéologiques et des monuments historiques de l'Yonne, 1936, 12 p.
- Les engins de pêche dans l'art, Paris, D. Janvier, 1935, 47 p.
- Fosses et dépôts gallo-romains à l'Hôtel-Dieu de Chartres, Chartres, Imp. de la Dépêche d'Eure-et-Loir, 1941, 13 p.
- Les Français en Amérique du Nord et le caractère national, discours prononcé à la distribution des prix du lycée Rollin… le 13 juillet 1939, Paris, Cahors, Imp. de A. Coueslant, 6 p.
- Une habitation du IVe siècle dans des ruines de thermes aux Fontaines-Salées : communes de Saint-Père-sous-Vézelay et Foissy-lès-Vézelay, Paris, 1942, 29 p.
- « La marquise de Lambert à l'hôtel de Nevers », in Revue de synthèse, 1947, t. 23, no 2, 40 p.
- « Paris, foyer d'émigration au cours des âges, résumé de la conférence de M. Dauvergne » [Paris, 23 avril 1966], in Revue de la Société historique et archéologique du 5e arrondissement, Imp. Roy, 1966, p. 45-51.
- Les Protestants en Beauce (Saint-Luperce, Saint-Georges-sur-Eure et Orrouer) au XVIIIe siècle, Chartres, Imp. de La Dépêche d'Eure-et-Loir, 1937, 10 p.
- Sources minérales, thermes gallo-romains et occupation du sol aux Fontaines-Salées : communes de Saint-Père-sous-Vézelay et Foissy-lès-Vézelay, Paris, 1944, 127 p.
- « Travaux récents  d'archéologie gallo-romaine », in Revue de synthèse. Synthèse historique, Paris, La Renaissance du livre, mars 1932, p. 79-96.
- Vauban et la détresse économique dans la région de Vézelay, Clamecy, Imp. générale de la Nièvre, 1954, 7 p.
- Les surnoms militaires en France au XVIIIe siècle, communication faite le 16 juillet au deuxième Congrès international de toponymie et d’anthroponymie, Onomastica, septembre-décembre 1948, p. 237-245.
- « Les anciens plans ruraux des Colonies françaises », in Revue d’histoire des Colonies, 1948, p. 231-269.
- Les résidences du maréchal de Croy (1718-1784), Paris, Ivry-sur-Seine, Condé, 1950, 160 p. (Prix Marcelin Guérin de l'Académie française en 1952)
- « Vignerons d'Ivry-sur-Seine au XVIIIe siècle », in Revue Fédération des sociétés historiques et archéologiques de Paris et de l'Ile-de-France, 1949, Tome 1, Paris, I951.
- Le sanctuaire gallo-romain de la Butte-Ronde à Saint-Forget, Paris et Île-de-France, t. 8, 1956, 40 p.
- « Les débuts de Papeete français (1843-1863), étude topographique d’après des documents inédits », in Journal de la Société des océanistes, t. 15, décembre 1959, p. 113-145.
- « Une grande résidence dans le Marais en 1650 : l’hôtel du duc d’Angoulême », in Bulletin de la Société de l’histoire de Paris et de l’Ile-de-France, 1957-1959, Parsi, 1961, p. 84–89.
- L’enfouissement des gisements gallo-romains, Collection Latomus, vol. 58, (1962),
- Hommage à Albert Grenier, Bruxelles, 1962, p. 474-498.
- Henri Berr professeur », in Revue de synthèse, n°35, juillet-septembre 1964.
- « La vigne dans les environs de Paris au temps de Louis XIV (d'après le fonds de la Généralité de Paris au contrôle général des Finances », in Bulletin de la Société de l'histoire de Paris et de l'Île-de-France, 1964, p. 43-89.
- Fouilles archéologiques à Châtenay-sous-Bagneux (Châtenay-Malabry en 1718-1729), sépultures mérovingiennes et médiévales, Paris et Ile-de-France, t. 16-17, 1965-1966, Paris, 1967, p. 241-270.
- « La noblesse parisienne non fieffée aux XVIIe et XVIIIe siècles », in Bulletin de la Montagne Sainte-Geneviève, novembre 1970.
- « L'abbé Lebeuf à Paris », in Bulletin de la Société de l'histoire de Paris et de l'Île-de-France, 96e année, 1969, Paris, 1971, p. 125-155.
- « Le problème du nombre des nobles en France au XVIIIe siècle », [sur la population française au XVIIIe et au XIXe siècles], in Hommage à Marcel Reinhard, p. 181-192.
- « L'archéologie gallo-romaine sous le Premier Empire », in Bulletin de la Société archéologique, historique et artistique, t. 27, 1975, 27 p.

## Archives de Robert Dauvergne
- Archives nationales :
  - Collection  Dauvergne  AB  XIX  3865-3875,  4205,  4361 :  documents  relatifs  aux  familles régnantes de France, à savoir, famille de Valois, de Bourbon, d'Orléans, de Bourbon-Parme, Bonaparte, de Rohan, de Cossé-Brissac (XIIIe-XIXe) ;
- Archives départementales de l'Aisne : (1726-1878)
- Archives départementales de la Somme : archives relatives à l'architecture militaire d'Abbeville et du littoral picard :
  - sous-série 80-J ;
  - sous-série 1 C : fonds de l'intendance de Picardie :
    - 1 C 1258-60, 1262 : affaires militaires, garde-côtes (1721-1788) ;
    - 1 C 1279 : Fortifications (1710-1720) ;
    - 1 C_CP_ 869/8 : Plan des fortifications et du château du Crotoy (1751) ;

  - série FI : documents figurés ;
    - 1 FI 8-10 : Plan de la ville et des fortifications d'Abbeville, XVIIe s-1703 ;
- Archives départementales de la Moselle :
  - sous-série 33 J ;
- Archives départementales d'Indre-et-Loire:
  - 146 J ;
- Archives départementales de Saône-et-Loire:
  - 23 J ;
- Service historique de l'Armée de Terre :
  - Archives du Génie.

## Décorations
- Croix de guerre 1939–1945 ;
- Médaille militaire.

## Réception critique
- Lucien Febvre, « historien d'esprit curieux et inventif »[4].